# NBA All-Star Game
Das NBA All-Star Game ist der Höhepunkt des NBA All-Star Weekend der nordamerikanischen Basketballliga National Basketball Association (NBA). Es wird seit 1951 für gewöhnlich im Februar zur Mitte der Saison in einer zuvor ausgewählten, wechselnden Stadt, ausgetragen. Das bisher letzte All-Star Game fand am 16. Februar 2025 statt.
In dem Spiel treten die besten Spieler der Liga – die All-Stars – gegeneinander an. Für das All-Star Game 2018 in Los Angeles trat ein neues Wahlverfahren in Kraft, das über die Zusammensetzung der beiden Teams entschied. Erstmals spielten nun nicht mehr zwei reine Conference-Auswahlmannschaft gegeneinander. Der neue Modus ermöglicht bei der Teambildung eine Vermischung der Spieler aus der Western Conference und der Eastern Conference. Die National Basketball Association erhofft sich durch diesen Schritt einen erhöhten Wettkampfcharakter der Veranstaltung.
Zunächst werden, wie in der Vergangenheit, die zehn Starter (fünf pro Conference) von Fans (50 % der Stimmen), den Spielern und Medienvertretern (jeweils 25 % der Stimmen) gewählt. Dabei werden für jede Conference zwei Guards und drei Frontcourt-Spieler bestimmt. Nach der Wahl suchen die 30 Head Coaches der NBA-Clubs weitere sieben Spieler aus jeder Conference aus (fünf davon auf den fünf Positionen, zwei weitere positionsunabhängig), sodass insgesamt 24 Spieler bei diesem Event teilnehmen. Dadurch wird vermieden, dass nur beliebte Spieler teilnehmen dürfen und weniger beliebte, möglicherweise aber bessere Spieler ausgeschlossen werden. Die beiden Spieler, die in ihrer jeweiligen Conference per Fan-Abstimmung die meisten Stimmen erhalten haben, sind als Kapitäne der beiden All-Star-Mannschaften gesetzt. In einem abwechselnden Wahlverfahren steht es diesen Kapitänen dann zu, aus dem gesamten Spieler-Pool und unabhängig von Position und Conference, eine Mannschaft zusammenzustellen.
Die Head-Coaches der beiden All-Star-Teams sind die Trainer, deren Mannschaft zwei Wochen vor dem Spiel die jeweilige Conference anführt. Da keines der beiden Teams in zwei aufeinander folgenden All-Star Games vom selben Trainer betreut werden soll, rückt in diesem Fall der Trainer der zweitbesten Mannschaft der Conference auf. Diese Regel wurde in den 1980er Jahren eingeführt, als die Los Angeles Lakers fast jedes Jahr in der Western Conference an erster Stelle standen, und wird deswegen, nach dem damaligen Lakers-Trainer Pat Riley, auch „Riley Rule“ genannt. Führen zwei NBA-Teams punktgleich die Conference an, darf derjenige Trainer das All-Star-Team coachen, dessen letzter Einsatz beim All-Star-Game länger zurückliegt.
Eine weitere Neuerung betrifft den finanziellen Erlös, der beim All-Star-Game erzielt wird. Zum ersten Mal wird dieser an gemeinnützige Organisationen gespendet. Jedes Team wählt dazu eine Organisation aus, die die Spende erhalten soll. 2018 wählten die Teams jeweils Organisationen aus dem Großraum Los Angeles.

## Liste der Spiele

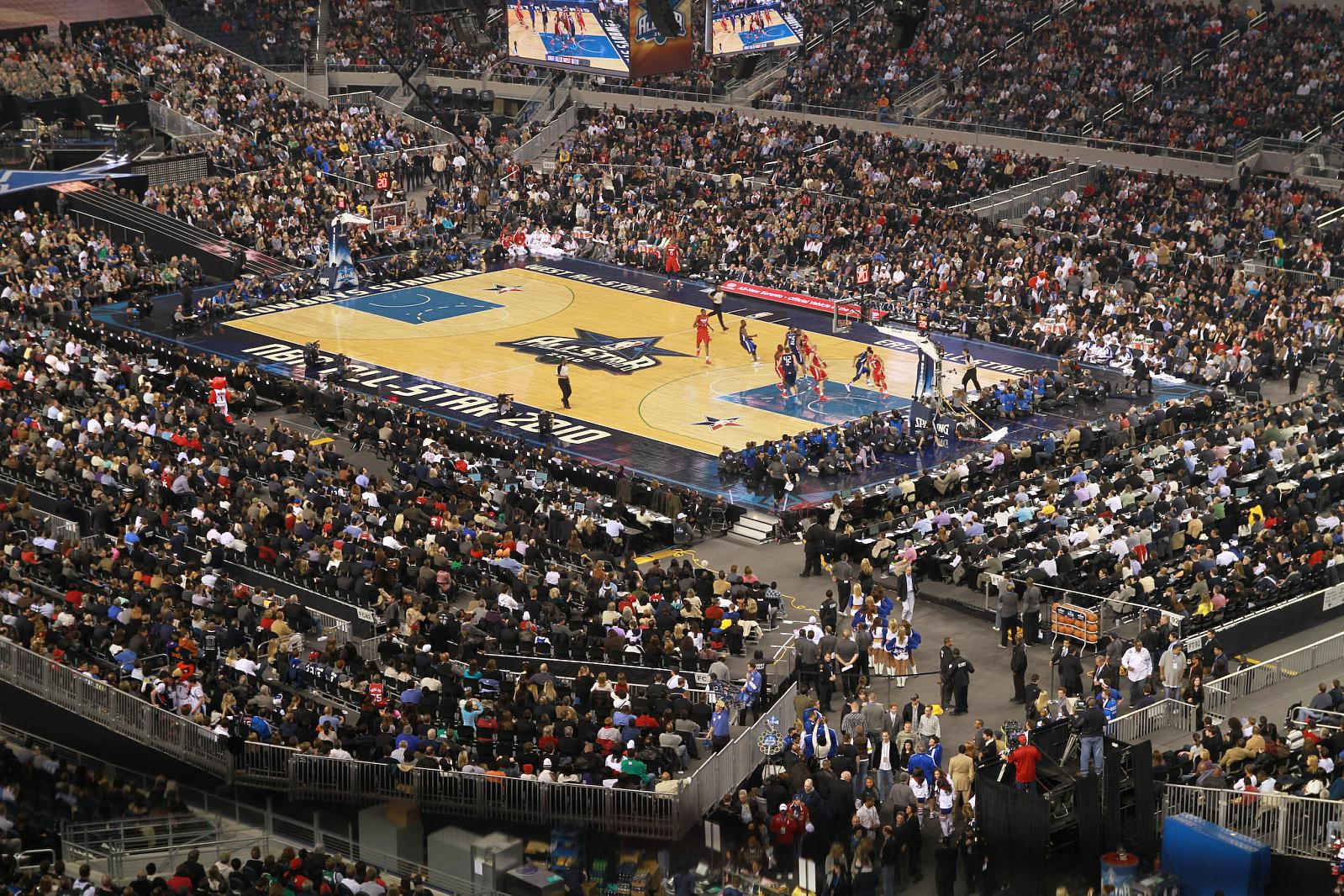
Das NBA All-Star Game 2010 im Cowboys Stadium vor 108.713 Zuschauern

Von 1951 bis 2017 und seit 2024 fanden nach dem alten Modus 67 All-Star Games statt. Die Bilanz weist 38 Siege für die Eastern Conference und 29 Erfolge der Western Conference auf.
Die Standorte Memphis, Portland, Sacramento, und Oklahoma City sind die aktuellen „NBA-Städte“, die noch nicht Austragungsort für ein All-Star Game waren. Die kanadische Stadt Toronto wurde als Standort für das All-Star Game 2016 ausgewählt. Damit fand erstmals das All-Star Game außerhalb der Vereinigten Staaten statt. 2007 war erstmals mit Las Vegas ein Spielort ausgesucht worden, der kein NBA-Team in seiner Stadt beheimatete.
Das NBA All-Star Game 2010 fand am 14. Februar 2010 in Arlington (im Großraum von Dallas, Texas) im Cowboys Stadium, der Heimstätte der NFL-Mannschaft der Dallas Cowboys, statt. Dabei wurde ein neuer Zuschauerrekord mit 108.713 Besuchern zu dem Spiel aufgestellt.
Im NBA All-Star Game 2024 wurde u. a. ein neuer Rekord der Gesamtpunktezahl aufgestellt. Ost und West erzielten im Spiel insgesamt 397 Punkte (211:186). Damit wurde die Bestmarke von 374 Punkte (196:173) von 2017 überboten. Erstmals erzielte eine Mannschaft mehr als 200 Punkte.
Den Punkterekord eines Spielers in einem NBA All-Star Game stellte Jayson Tatum (Boston Celtics) auf. Beim NBA All-Star Game 2023 erzielte er insgesamt 55 Punkte. Zuvor war Anthony Davis (New Orleans Pelicans) der Rekordhalter, der beim NBA All-Star Game 2017 auf 52 Punkte kam.
Legende
- Sieg der Eastern Conference All-Stars
- Sieg der Western Conference All-Stars
- MVP = NBA All-Star Game Kobe Bryant Most Valuable Player Award
- OT = Overtime
- Pkt. = Punkte
- Rbs. = Rebounds
- Ast. = Assists

### 1951–2017
| Jahr | Datum         | Stadt                       | Austragungsort                     | Team A                                         | Team B                                         | Ergebnis                                       | MVP | Zuschauer                                      |
| ---- | ------------- | --------------------------- | ---------------------------------- | ---------------------------------------------- | ---------------------------------------------- | ---------------------------------------------- | --- | ---------------------------------------------- |
| 1951 | 2. März 1951  | Boston, Massachusetts       | Boston Garden                      | East All-Stars                                 | West All-Stars                                 | 111:94                                         | Ed Macauley (Boston Celtics), 20 Pkt., 6 Rbs. 1 Ast.                                                                    | 10.094                                         |
| 1952 | 11. Feb. 1952 | Boston, Massachusetts       | Boston Garden                      | East All-Stars                                 | West All-Stars                                 | 108:91                                         | Paul Arizin (Philadelphia Warriors), 26 Pkt., 6 Rbs. 0 Ast.                                                             | 10.211                                         |
| 1953 | 13. Jan. 1953 | Fort Wayne, Indiana         | Allen County War Memorial Coliseum | West All-Stars                                 | East All-Stars                                 | 79:75                                          | George Mikan (Minneapolis Lakers), 22 Pkt., 16 Rbs. 2 Ast.                                                              | 10.322                                         |
| 1954 | 21. Jan. 1954 | New York City, New York     | Madison Square Garden              | East All-Stars                                 | West All-Stars                                 | 98:93 (OT)                                     | Bob Cousy (Boston Celtics), 20 Pkt., 11 Rbs. 4 Ast.                                                                     | 16.487                                         |
| 1955 | 18. Jan. 1955 | New York City, New York     | Madison Square Garden              | East All-Stars                                 | West All-Stars                                 | 100:91                                         | Bill Sharman (Boston Celtics), 15 Pkt., 4 Rbs. 2 Ast.                                                                   | 15.564                                         |
| 1956 | 24. Jan. 1956 | Rochester, New York         | Rochester War Memorial Coliseum    | West All-Stars                                 | East All-Stars                                 | 108:94                                         | Bob Pettit (St. Louis Hawks), 20 Pkt., 24 Rbs. 7 Ast.                                                                   | 8.517                                          |
| 1957 | 15. Jan. 1957 | Boston, Massachusetts       | Boston Garden                      | East All-Stars                                 | West All-Stars                                 | 108:97                                         | Bob Cousy (Boston Celtics), 10 Pkt., 5 Rbs. 7 Ast.                                                                      | 11.178                                         |
| 1958 | 21. Jan. 1958 | St. Louis, Missouri         | Kiel Auditorium                    | East All-Stars                                 | West All-Stars                                 | 130:118                                        | Bob Pettit (St. Louis Hawks), 28 Pkt., 26 Rbs. 1 Ast.                                                                   | 12.854                                         |
| 1959 | 23. Jan. 1959 | Detroit, Michigan           | Detroit Olympia Stadium            | West All-Stars                                 | East All-Stars                                 | 124:108                                        | Bob Pettit (St. Louis Hawks), 25 Pkt., 16 Rbs. 5 Ast. Elgin Baylor (Minneapolis Lakers), 24 Pkt., 11 Rbs. 1 Ast.        | 10.541                                         |
| 1960 | 22. Jan. 1960 | Philadelphia, Pennsylvania  | Philadelphia Civic Center          | East All-Stars                                 | West All-Stars                                 | 125:115                                        | Wilt Chamberlain (Philadelphia Warriors), 23 Pkt., 25 Rbs. 2 Ast.                                                       | 10.421                                         |
| 1961 | 17. Jan. 1961 | Syracuse, New York          | War Memorial at Oncenter           | West All-Stars                                 | East All-Stars                                 | 153:131                                        | Oscar Robertson (Cincinnati Royals), 23 Pkt., 9 Rbs. 14 Ast.                                                            | 8.016                                          |
| 1962 | 16. Jan. 1962 | St. Louis, Missouri         | Kiel Auditorium                    | West All-Stars                                 | East All-Stars                                 | 150:130                                        | Bob Pettit (St. Louis Hawks), 25 Pkt., 27 Rbs. 2 Ast.                                                                   | 15.112                                         |
| 1963 | 16. Jan. 1963 | Los Angeles, Kalifornien    | Los Angeles Memorial Sports Arena  | East All-Stars                                 | West All-Stars                                 | 115:108                                        | Bill Russell (Boston Celtics), 19 Pkt., 24 Rbs. 5 Ast.                                                                  | 14.838                                         |
| 1964 | 14. Jan. 1964 | Boston, Massachusetts       | Boston Garden                      | East All-Stars                                 | West All-Stars                                 | 111:107                                        | Oscar Robertson (Cincinnati Royals), 26 Pkt., 14 Rbs. 8 Ast.                                                            | 13.464                                         |
| 1965 | 13. Jan. 1965 | St. Louis, Missouri         | Kiel Auditorium                    | East All-Stars                                 | West All-Stars                                 | 124:123                                        | Jerry Lucas (Cincinnati Royals), 25 Pkt., 10 Rbs. 1 Ast.                                                                | 16.713                                         |
| 1966 | 11. Jan. 1966 | Cincinnati, Ohio            | Cincinnati Gardens                 | East All-Stars                                 | West All-Stars                                 | 137:94                                         | Adrian Smith (Cincinnati Royals), 24 Pkt., 8 Rbs. 3 Ast.                                                                | 13.653                                         |
| 1967 | 10. Jan. 1967 | Daly City, Kalifornien      | Cow Palace                         | West All-Stars                                 | East All-Stars                                 | 135:120                                        | Rick Barry (San Francisco Warriors), 38 Pkt., 6 Rbs. 3 Ast.                                                             | 13.972                                         |
| 1968 | 23. Jan. 1968 | New York City, New York     | Madison Square Garden              | East All-Stars                                 | West All-Stars                                 | 144:124                                        | Hal Greer (Philadelphia 76ers), 21 Pkt., 3 Rbs. 3 Ast.                                                                  | 18.422                                         |
| 1969 | 14. Jan. 1969 | Baltimore, Maryland         | Baltimore Civic Center             | East All-Stars                                 | West All-Stars                                 | 123:112                                        | Oscar Robertson (Cincinnati Royals), 24 Pkt., 6 Rbs. 5 Ast.                                                             | 12.348                                         |
| 1970 | 20. Jan. 1970 | Philadelphia, Pennsylvania  | Philadelphia Spectrum              | East All-Stars                                 | West All-Stars                                 | 142:135                                        | Willis Reed (New York Knicks), 21 Pkt., 11 Rbs. 0 Ast.                                                                  | 15.244                                         |
| 1971 | 12. Jan. 1971 | San Diego, Kalifornien      | San Diego Sports Arena             | West All-Stars                                 | East All-Stars                                 | 108:107                                        | Lenny Wilkens (Seattle SuperSonics), 21 Pkt., 1 Rbs. 1 Ast.                                                             | 14.378                                         |
| 1972 | 18. Jan. 1972 | Inglewood, Kalifornien      | The Forum                          | West All-Stars                                 | East All-Stars                                 | 112:110                                        | Jerry West, (Los Angeles Lakers), 13 Pkt., 6 Rbs. 5 Ast.                                                                | 17.214                                         |
| 1973 | 23. Jan. 1973 | Chicago, Illinois           | Chicago Stadium                    | East All-Stars                                 | West All-Stars                                 | 104:84                                         | Dave Cowens (Boston Celtics), 15 Pkt., 13 Rbs. 1 Ast.                                                                   | 17.527                                         |
| 1974 | 15. Jan. 1974 | Seattle, Washington         | Seattle Center Coliseum            | West All-Stars                                 | East All-Stars                                 | 134:123                                        | Bob Lanier (Detroit Pistons), 24 Pkt., 10 Rbs. 2 Ast.                                                                   | 14.360                                         |
| 1975 | 14. Jan. 1975 | Phoenix, Arizona            | Arizona Veterans Memorial Coliseum | East All-Stars                                 | West All-Stars                                 | 108:102                                        | Walt Frazier (New York Knicks), 30 Pkt., 5 Pkt. 2 Ast.                                                                  | 12.885                                         |
| 1976 | 3. Feb. 1976  | Philadelphia, Pennsylvania  | Philadelphia Spectrum              | East All-Stars                                 | West All-Stars                                 | 123:109                                        | Dave Bing (Washington Bullets), 16 Pkt., 3 Rbs. 4 Ast.                                                                  | 17.511                                         |
| 1977 | 13. Feb. 1977 | Milwaukee, Wisconsin        | MECCA Arena                        | West All-Stars                                 | East All-Stars                                 | 125:124                                        | Julius Erving (Philadelphia 76ers), 30 Pkt. 12 Rbs. 3 Ast.                                                              | 10.938                                         |
| 1978 | 5. Feb. 1978  | Atlanta, Georgia            | Omni Coliseum                      | East All-Stars                                 | West All-Stars                                 | 133:125                                        | Randy Smith (Buffalo Braves), 27 Pkt., 7 Rbs. 6 Ast.                                                                    | 15.491                                         |
| 1979 | 4. Feb. 1979  | Pontiac, Michigan           | Pontiac Silverdome                 | West All-Stars                                 | East All-Stars                                 | 134:129                                        | David Thompson (Denver Nuggets), 25 Pkt., 5 Rbs. 2 Ast.                                                                 | 31.745                                         |
| 1980 | 3. Feb. 1980  | Landover, Maryland          | Capital Centre                     | East All-Stars                                 | West All-Stars                                 | 144:136 (OT)                                   | George Gervin (San Antonio Spurs), 34 Pkt., 10 Rbs. 3 Ast.                                                              | 19.035                                         |
| 1981 | 1. Feb. 1981  | Richfield, Ohio             | Coliseum at Richfield              | East All-Stars                                 | West All-Stars                                 | 123:120                                        | Nate Archibald (Boston Celtics), 9 Pkt., 5 Rbs. 9 Ast.                                                                  | 20.239                                         |
| 1982 | 31. Jan. 1982 | East Rutherford, New Jersey | Brendan Byrne Arena                | East All-Stars                                 | West All-Stars                                 | 120:118                                        | Larry Bird (Boston Celtics), 19 Pkt., 12 Rbs. 5 Ast.                                                                    | 20.149                                         |
| 1983 | 13. Feb. 1983 | Inglewood, Kalifornien      | The Forum                          | East All-Stars                                 | West All-Stars                                 | 132:123                                        | Julius Erving (Philadelphia 76ers), 25 Pkt. 6 Rbs. 3 Ast.                                                               | 17.505                                         |
| 1984 | 29. Jan. 1984 | Denver, Colorado            | McNichols Sports Arena             | East All-Stars                                 | West All-Stars                                 | 154:145 (OT)                                   | Isiah Thomas (Detroit Pistons), 21 Pkt., 5 Rbs., 15 Ast.                                                                | 17.500                                         |
| 1985 | 10. Feb. 1985 | Indianapolis, Indiana       | Hoosier Dome                       | West All-Stars                                 | East All-Stars                                 | 140:129                                        | Ralph Sampson (Houston Rockets), 24 Pkt., 10 Rbs., 1 Ast.                                                               | 43.146                                         |
| 1986 | 9. Feb. 1986  | Dallas, Texas               | Reunion Arena                      | East All-Stars                                 | West All-Stars                                 | 139:132                                        | Isiah Thomas (Detroit Pistons), 30 Pkt., 1 Rbs., 10 Ast.                                                                | 16.573                                         |
| 1987 | 8. Feb. 1987  | Seattle, Washington         | Kingdome                           | West All-Stars                                 | East All-Stars                                 | 154:149 (OT)                                   | Tom Chambers (Seattle SuperSonics), 34 Pkt., 4 Rbs., 2 Ast.                                                             | 34.275                                         |
| 1988 | 7. Feb. 1988  | Chicago, Illinois           | Chicago Stadium                    | East All-Stars                                 | West All-Stars                                 | 138:133                                        | Michael Jordan (Chicago Bulls), 40 Pkt., 8 Rbs., 3 Ast.                                                                 | 18.403                                         |
| 1989 | 12. Feb. 1989 | Houston, Texas              | Houston Astrodome                  | West All-Stars                                 | East All-Stars                                 | 143:134                                        | Karl Malone (Utah Jazz), 28 Pkt., 9 Rbs., 3 Ast.                                                                        | 44.735                                         |
| 1990 | 11. Feb. 1990 | Miami, Florida              | Miami Arena                        | East All-Stars                                 | West All-Stars                                 | 130:113                                        | Magic Johnson (Los Angeles Lakers), 22 Pkt., 6 Rbs., 4 Ast.                                                             | 14.810                                         |
| 1991 | 10. Feb. 1991 | Charlotte, North Carolina   | Charlotte Coliseum                 | East All-Stars                                 | West All-Stars                                 | 116:114                                        | Charles Barkley (Philadelphia 76ers), 17 Pkt., 22 Rbs., 4 Ast.                                                          | 23.530                                         |
| 1992 | 9. Feb. 1992  | Orlando, Florida            | Orlando Arena                      | West All-Stars                                 | East All-Stars                                 | 153:113                                        | Magic Johnson (Los Angeles Lakers), 25 Pkt., 5 Rbs., 9 Ast.                                                             | 14.272                                         |
| 1993 | 21. Feb. 1993 | Salt Lake City, Utah        | Delta Center                       | West All-Stars                                 | East All-Stars                                 | 135:132 (OT)                                   | Karl Malone (Utah Jazz), 28 Pkt., 10 Rbs., 0 Ast. John Stockton (Utah Jazz), 9 Pkt., 6 Rbs., 15 Ast.                    | 19.459                                         |
| 1994 | 13. Feb. 1994 | Minneapolis, Minnesota      | Target Center                      | East All-Stars                                 | West All-Stars                                 | 127:118                                        | Scottie Pippen (Chicago Bulls), 29 Pkt., 11 Rbs., 2 Ast.                                                                | 17.096                                         |
| 1995 | 12. Feb. 1995 | Phoenix, Arizona            | America West Arena                 | West All-Stars                                 | East All-Stars                                 | 139:112                                        | Mitch Richmond (Sacramento Kings), 23 Pkt., 4 Rbs., 2 Ast.                                                              | 18.755                                         |
| 1996 | 11. Feb. 1996 | San Antonio, Texas          | Alamodome                          | East All-Stars                                 | West All-Stars                                 | 129:118                                        | Michael Jordan (Chicago Bulls), 20 Pkt., 4 Rbs., 1 Ast.                                                                 | 36.037                                         |
| 1997 | 9. Feb. 1997  | Cleveland, Ohio             | Gund Arena                         | East All-Stars                                 | West All-Stars                                 | 132:120                                        | Glen Rice (Charlotte Hornets), 26 Pkt., 1 Rbs., 1 Ast.                                                                  | 20.562                                         |
| 1998 | 8. Feb. 1998  | New York City, New York     | Madison Square Garden              | East All-Stars                                 | West All-Stars                                 | 135:114                                        | Michael Jordan (Chicago Bulls), 23 Pkt., 6 Rbs., 8 Ast.                                                                 | 18.323                                         |
| 1999 | 14. Feb. 1999 | Philadelphia, Pennsylvania  | First Union Center                 | Wegen eines Lockout fand das Spiel nicht statt | Wegen eines Lockout fand das Spiel nicht statt | Wegen eines Lockout fand das Spiel nicht statt | Wegen eines Lockout fand das Spiel nicht statt                                                                          | Wegen eines Lockout fand das Spiel nicht statt |
| 2000 | 13. Feb. 2000 | Oakland, Kalifornien        | The Arena in Oakland               | West All-Stars                                 | East All-Stars                                 | 137:126                                        | Shaquille O’Neal (Los Angeles Lakers), 22 Pkt., 9 Rbs., 3 Ast. Tim Duncan (San Antonio Spurs), 24 Pkt., 14 Rbs., 4 Ast. | 18.325                                         |
| 2001 | 11. Feb. 2001 | Washington, D.C.            | MCI Center                         | East All-Stars                                 | West All-Stars                                 | 111:110                                        | Allen Iverson (Philadelphia 76ers), 25 Pkt., 2 Rbs., 5 Ast.                                                             | 20.674                                         |
| 2002 | 10. Feb. 2002 | Philadelphia, Pennsylvania  | First Union Center                 | West All-Stars                                 | East All-Stars                                 | 135:120                                        | Kobe Bryant (Los Angeles Lakers), 31 Pkt., 5 Rbs., 5 Ast.                                                               | 19.581                                         |
| 2003 | 9. Feb. 2003  | Atlanta, Georgia            | Philips Arena                      | West All-Stars                                 | East All-Stars                                 | 155:145 (2OT)                                  | Kevin Garnett (Minnesota Timberwolves), 37 Pkt., 9 Rbs., 3 Ast.                                                         | 20.325                                         |
| 2004 | 15. Feb. 2004 | Los Angeles, Kalifornien    | Staples Center                     | West All-Stars                                 | East All-Stars                                 | 136:132                                        | Shaquille O’Neal (Los Angeles Lakers), 24 Pkt., 11 Rbs., 1 Ast.                                                         | 19.662                                         |
| 2005 | 20. Feb. 2005 | Denver, Colorado            | Pepsi Center                       | East All-Stars                                 | West All-Stars                                 | 125:115                                        | Allen Iverson (Philadelphia 76ers), 15 Pkt., 4 Rbs., 10 Ast.                                                            | 18.227                                         |
| 2006 | 19. Feb. 2006 | Houston, Texas              | Toyota Center                      | East All-Stars                                 | West All-Stars                                 | 122:120                                        | LeBron James (Cleveland Cavaliers), 29 Pkt., 6 Rbs., 2 Ast.                                                             | 18.652                                         |
| 2007 | 18. Feb. 2007 | Las Vegas, Nevada           | Thomas & Mack Center               | West All-Stars                                 | East All-Stars                                 | 153:132                                        | Kobe Bryant (Los Angeles Lakers), 31 Pkt., 5 Rbs., 6 Ast.                                                               | 15.694                                         |
| 2008 | 17. Feb. 2008 | New Orleans, Louisiana      | New Orleans Arena                  | East All-Stars                                 | West All-Stars                                 | 134:128                                        | LeBron James (Cleveland Cavaliers), 27 Pkt., 8 Rbs., 9 Ast.                                                             | 16.271                                         |
| 2009 | 15. Feb. 2009 | Phoenix, Arizona            | US Airways Center                  | West All-Stars                                 | East All-Stars                                 | 146:119                                        | Kobe Bryant (Los Angeles Lakers), 27 Pkt., 4 Rbs., 4 Ast. Shaquille O’Neal (Phoenix Suns), 17 Pkt., 5 Rbs., 3 Ast.      | 16.382                                         |
| 2010 | 14. Feb. 2010 | Arlington, Texas            | Cowboys Stadium                    | East All-Stars                                 | West All-Stars                                 | 141:139                                        | Dwyane Wade (Miami Heat), 28 Pkt., 6 Rbs., 11 Ast.                                                                      | 108.713                                        |
| 2011 | 20. Feb. 2011 | Los Angeles, Kalifornien    | Staples Center                     | West All-Stars                                 | East All-Stars                                 | 148:143                                        | Kobe Bryant (Los Angeles Lakers), 37 Pkt., 14 Rbs., 3 Ast.                                                              | 17.163                                         |
| 2012 | 26. Feb. 2012 | Orlando, Florida            | Amway Center                       | West All-Stars                                 | East All-Stars                                 | 152:149                                        | Kevin Durant (Oklahoma City Thunder), 36 Pkt., 7 Rbs., 3 Ast.                                                           | 17.125                                         |
| 2013 | 17. Feb. 2013 | Houston, Texas              | Toyota Center                      | West All-Stars                                 | East All-Stars                                 | 143:138                                        | Chris Paul (Los Angeles Clippers), 20 Pkt., 0 Rbs., 15 Ast.                                                             | 16.101                                         |
| 2014 | 16. Feb. 2014 | New Orleans, Louisiana      | Smoothie King Center               | East All-Stars                                 | West All-Stars                                 | 163:155                                        | Kyrie Irving (Cleveland Cavaliers), 31 Pkt., 5 Rbs., 14 Ast.                                                            | 14.727                                         |
| 2015 | 15. Feb. 2015 | New York City, New York     | Madison Square Garden              | West All-Stars                                 | East All-Stars                                 | 163:158                                        | Russell Westbrook (Oklahoma City Thunder), 41 Pkt., 5 Rbs., 1 Ast.                                                      | 17.198                                         |
| 2016 | 14. Feb. 2016 | Toronto, Ontario            | Air Canada Centre                  | West All-Stars                                 | East All-Stars                                 | 196:173                                        | Russell Westbrook (Oklahoma City Thunder), 31 Pkt., 8 Rbs., 5 Ast.                                                      | 18.298                                         |
| 2017 | 19. Feb. 2017 | New Orleans, Louisiana      | Smoothie King Center               | West All-Stars                                 | East All-Stars                                 | 192:182                                        | Anthony Davis (New Orleans Pelicans), 52 Pkt., 10 Rbs., 0 Ast.                                                          | 15.701                                         |

### 2018–2023 (Neuer Modus)
Zum All-Star Game 2018 änderte die Liga den Modus des Spiels. Es tritt nicht mehr die Western Conference gegen die Eastern Conference an. Im neuen Modus wählen die Fans zwei Teamkapitäne, die im Stil eines Pick-up-Spiels abwechselnd Spieler für zwei gemischte Mannschaften auswählen.
Zum All-Star Game 2020 führte die NBA Ende Januar des Jahres einen neuen Spielmodus ein, um dem Wettbewerbscharakter zu steigern und die Spannung über die gesamte Spielzeit zu halten. Die ersten drei Viertel über jeweils 12 Minuten beginnen bei 0:0 und werden einzeln ausgespielt. Im letzten Viertel wird die Spielzeituhr ausgeschaltet. Aus den vorher erzielten Punkten wird eine Punktzahl errechnet. Zu dieser Zahl werden, zu Ehren von Kobe Bryant, 24 (Trikotnummer von Bryant) Punkte hinzugezählt. Dies ergibt die Zielpunktzahl. Die Mannschaft, die diese Punktzahl als erstes erreicht, gewinnt das All-Star Game. Die beiden Teams spielen für Wohltätigkeitsorganisationen im Austragungsort. Die Gewinner eines Viertels erhalten 100.000 US-Dollar für eine Organisation ihrer Wahl. Endet ein Viertel unentschieden, so wird die Summe zusätzlich im nächsten Viertel ausgeschüttet. Die Siegermannschaft erhält 200.000 US-Dollar für den guten Zweck.
| Jahr | Datum         | Stadt                     | Austragungsort             | Team A      | Team B       | Ergebnis | MVP                                                             | Zuschauer |
| ---- | ------------- | ------------------------- | -------------------------- | ----------- | ------------ | -------- | --------------------------------------------------------------- | --------- |
| 2018 | 18. Feb. 2018 | Los Angeles, Kalifornien  | Staples Center             | Team LeBron | Team Stephen | 148:145  | LeBron James (Cleveland Cavaliers), 29 Pkt., 10 Rbs., 8 Ast.    | 17.801    |
| 2019 | 17. Feb. 2019 | Charlotte, North Carolina | Spectrum Center            | Team LeBron | Team Giannis | 178:164  | Kevin Durant (Golden State Warriors), 31 Pkt., 7 Rbs., 2 Ast.   | 16.215    |
| 2020 | 16. Feb. 2020 | Chicago, Illinois         | United Center              | Team LeBron | Team Giannis | 157:155  | Kawhi Leonard (Los Angeles Clippers) 30 Pkt., 7 Rbs., 4 Ast.    | 17.808    |
| 2021 | 8. März 2021  | Atlanta, Georgia          | State Farm Arena           | Team LeBron | Team Durant  | 170:150  | Giannis Antetokounmpo (Milwaukee Bucks) 35 Pkt., 7 Rbs., 3 Ast. | 0         |
| 2022 | 20. Feb. 2022 | Cleveland, Ohio           | Rocket Mortgage FieldHouse | Team LeBron | Team Durant  | 163:160  | Stephen Curry (Golden State Warriors) 50 Pkt., 2 Ast., 5 Ast.   | 20.000    |
| 2023 | 19. Feb. 2023 | Salt Lake City, Utah      | Vivint Arena               | Team LeBron | Team Giannis | 175:184  | Jayson Tatum (Boston Celtics) 55 Pkt., 10 Rbs., 6 Ast.          | 17.886    |

### Ab 2024 (Rückkehr zum klassischen Modus)
Am 25. Oktober 2023 gab die NBA bekannt, dass man zum klassischen Modus (East Conference gegen Western Conference) zurückkehrt. Das vierte Viertel ohne Spielzeituhr wird ebenfalls wieder abgeschafft. Der Wohltätigkeitsaspekt bleibt aber erhalten. Die Gewinnermannschaft eines Viertels erhält ein Preisgeld, das an eine von ihr ausgewählte Wohltätigkeitsorganisation geht.
| Jahr | Datum         | Stadt                      | Austragungsort        | Team A         | Team B        | Ergebnis | MVP                                                       | Zuschauer |
| ---- | ------------- | -------------------------- | --------------------- | -------------- | ------------- | -------- | --------------------------------------------------------- | --------- |
| 2024 | 18. Feb. 2024 | Indianapolis, Indiana      | Gainbridge Fieldhouse | East All-Stars | West All-Star | 211:186  | Damian Lillard (Milwaukee Bucks), 39 Pkt., 3 Rbs., 6 Ast. | 17.251    |
| 2025 | 16. Feb. 2025 | San Francisco, Kalifornien | Chase Center          |                |               | –:–      |                                                           |           |
| 2026 | 15. Feb. 2026 | Inglewood, Kalifornien     | Intuit Dome           |                |               | –:–      |                                                           |           |
| 2027 | 21. Feb. 2027 | Phoenix, Arizona           | Footprint Center      |                |               | –:–      |                                                           |           |